# فكونة

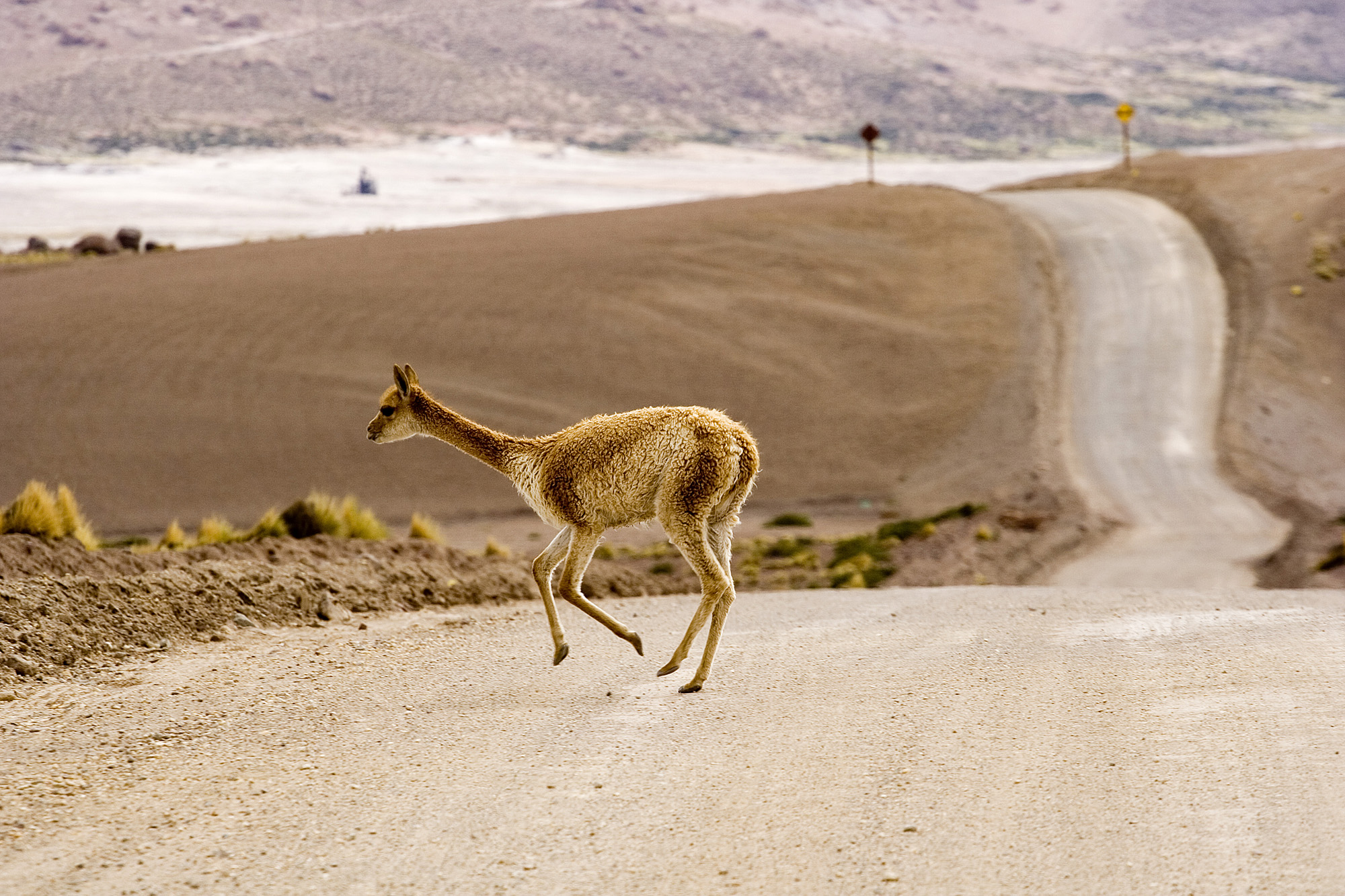
الفكونة

الفِكّونة أو الفيكونيا أو فيكونة (الاسم العلمي: Lama vicugna) (بالأسبانية: La vicuña) هي نوع من الحيوانات الثدية تتبع الفصيلة الجمليات من رتبة مزدوجات الأصابع. تعيش في جبال أمريكا الجنوبية، وهو من أقرباء اللاما، يعتبر من الحيوانات المهمة بالنسبة للسكان المحلين بسبب جودة صوفه.
تسمى هذه العادة التشاكو وهي تكرر كل سنتين ليتمكن الفرو من النمو يتم الصيد فيها عن طريق حشر حيوانات الفكونة بين شباك على شكل حرف v وتسمى بشباك المانجا طبعا بعد خطه عبقرية من أهالي تلك المنطقة يشترك بهذه العادة الصغار والكبار بعد أن يتمكنو من محاصرة الفكونة تربط ويؤخذ طبقة كثيفة ويتركو ما يدفيها فقط ثم يطلقوها حرة ليعودوا إليها بعد سنتين (ويكون قوتهم في هذه الفترة هو مجموع بيع الصوف).

## اقرأ كذلك
- اللامة
- الغوناق
- قائمة مزدوجات الأصابع حسب العدد